# Nigel Walker
Pas d'image ? Cliquez ici

a Compétitions nationales et continentales officielles uniquement.

b Matchs officiels uniquement.
Nigel Keith Walker, né le 15 juin 1963 à Cardiff, est un athlète reconverti en joueur de rugby à XV. Il a joué avec l'équipe du pays de Galles et le Cardiff RFC évoluant au poste d'ailier.

## Biographie
Il arrive troisième du 60 mètres haies lors des championnats du monde d'athlétisme en salle de 1987. N'ayant pas réussi à se qualifier pour les Jeux olympiques de 1992, il décide de se tourner vers le rugby à XV. Il dispute son premier test match le 6 mars 1993 contre l'équipe d'Irlande et son dernier test match l'équipe d'Angleterre le 21 février 1998. Il inscrit 4 essais lors du même match contre l'équipe du Portugal le 18 mai 1994. Il évolue en club à Cardiff RFC avec qui il dispute la finale de la coupe d'Europe en 1996. Il connaît également 4 sélections avec les Barbarians de 1993 à 1996.

## Palmarès
En sélection
- Tournoi des Cinq Nations :
  - Vainqueur (1) : 1994

Avec Cardiff
- Coupe d'Europe :
  - Finaliste (1) :  1996
- Championnat du pays de Galles : 
  - Champion (1) : 1995
- Coupe du pays de Galles :
  - Vainqueur (2) : 1994 et 1997

## Statistiques en équipe nationale
- 17 sélections
- 60 points (12 essais)
- Sélections par année : 3 en 1993, 5 en 1994, 2 en 1995, 6 en 1997, 1 en 1998
- Tournois des Cinq Nations disputés : 1993, 1994, 1995, 1998